# Чендек (село)
Ченде́к — село в Усть-Коксинском районе, Республика Алтай, Россия. Центр муниципального образования Чендекское сельское поселение.

## География
Село находится в Уймонской долине, у подножия Теректинского хребта на реке Чендек.
Климат
Климат района резко континентальный, с севера село от ветров охраняют отроги Теректинского хребта. В защищенном от масс холодного воздуха селе сохраняется несколько смягченный микроклимат. Южная часть Алтайских гор хорошо увлажнена, лето умеренно теплое, средняя температура от +15 до +25°С, в жаркие дни может подниматься до 35-38°С тепла. Зима снежная, стоит преимущественно солнечная, морозная погода. Среднее количество осадков за год — 517 мм..
Уличная сеть
В селе 23 улицы и 4 переулка.
Расстояние до районного и областного центров
От Горно-Алтайска до села Усть-Кокса 400 км. От Усть-Коксы до села Чендек — 25 км.  
Транспорт
Основной пассажирский транспорт — автомобильное сообщение, маршрутные такси и автобусы. Ходит междугородний автобус Усть-Кокса — Чендек. Населённые пункты с небольшим количеством жителей и сёла в труднодоступных местностях, к которым относится село Чендек, часто сталкиваются с достаточно острой проблемой автобусного сообщения.

## Население

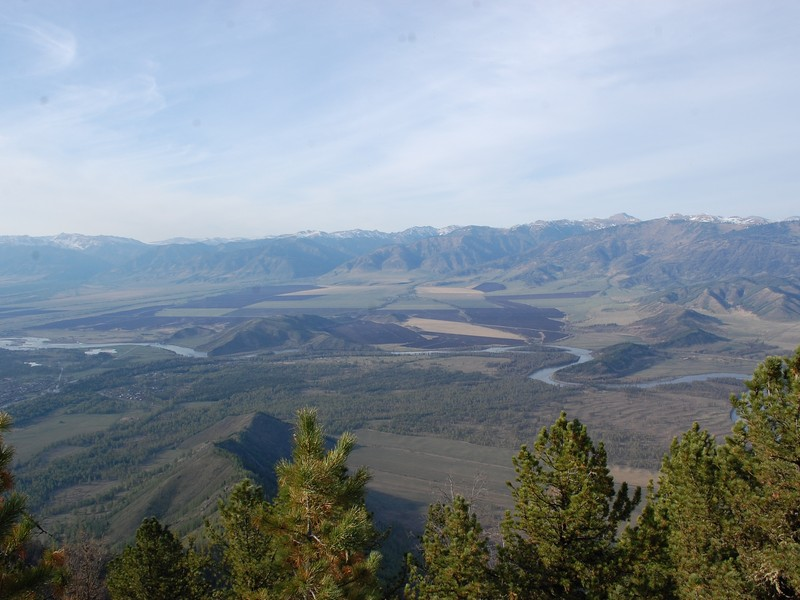
Село в Уймонской долине

| 2010 | 2011 | 2012 | 2013 | 2014 | 2015 | 2016 |
| ---- | ---- | ---- | ---- | ---- | ---- | ---- |
| 928  | ↗930 | ↗948 | ↗958 | ↘920 | ↘893 | ↘870 |

## История
Коренным населением Горного Алтая считают алтайцев, в середине XIX века перешедших от кочевого образа жизни к оседлому.
Русские — служилые люди, чиновники, предприниматели и переселенцы — появились в конце XVII, начале XIX века. Но первыми Алтай начали заселять староверы или, как их называли, каменщики. Создавая небольшие заимки, староверы селились вдоль рек, осваивая долину Уймона.
В XIX веке Е. Шмурло в «Описаниях пути между Алтайской станцией и Кош-Агачем в Южном Алтае», отмечает: «…эта часть Катунской долины известна под именем «степи»: к западу (верх по течению реки) — Уймонской и к востоку (вниз по течению реки) — Катандинской. Здесь находится несколько крупных русских-инородческих селений: Катанда (…) Нижний Уймон и Верхний Уймон, Усть-Кокса; последние два селения выделили из себя ряд заимок, превратившихся, в свою очередь, в деревни: Горбуново, Теректа Огнево, Кастахта, Кайтанак, Баштала, Чендек, Власьевка и др. Население этих селений занимается земледелием и скотоводством, к чему много удобств представляет долина Катуни. (…)».
После установления советской власти село Чендек входит в состав Катандинской волости, с центром в селе Катанда.

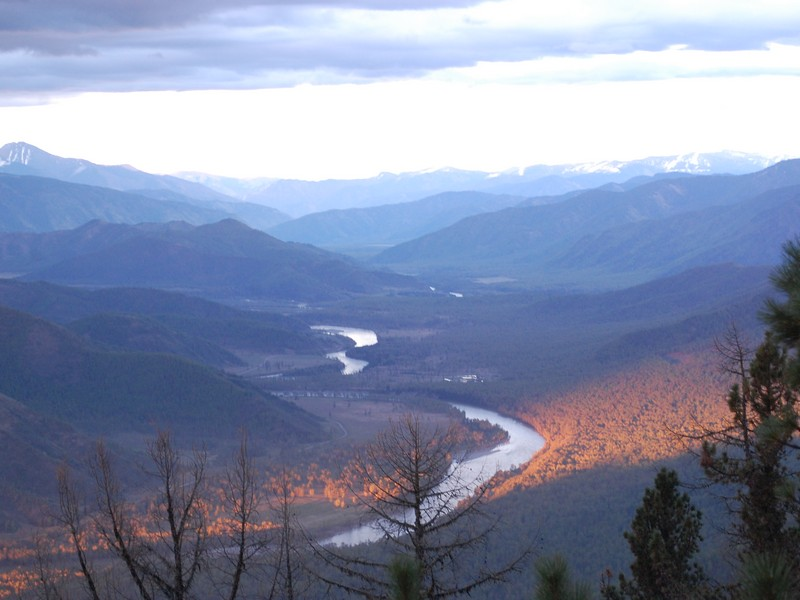
Уймонская долина

## Инфраструктура
В селе работает средняя общеобразовательная школа. Датой основания ее считают 1931 год. Изначально классы размещались в крестьянских избах, затем школа получила более просторное помещение. С 1966 года школа перешла на десятилетнее образование. На базе школы работает филиал детского сада «Маралёнок».
Чендекский дом культуры имеет обширную библиотеку. В актовом зале постоянно проводятся культурные мероприятия. Далеко за пределами района известен ансамбль русской песни «Журавушка»: создан в июле 1989 года, в 1995 году получил звание народного коллектива.
В Чендеке в 2004 году создан этнографический музей «Музей Знамени Мира имени Рериха». В музее находится 30 экспонатов, 20 из них подлинные: национальная одежда, обувь прошлой эпохи, изделия из ткани, кожи и дерева.
Работает администрация, МФЦ Мои документы, средняя общеобразовательная школа, отделение почтовой связи №649470, врачебная амбулатория, детский сад «Маралёнок», участковый пункт полиции, гостевой дом «Портал Белуха».

### Улицы
Цветочная, Заречная, Зелёная, Садовая, Советская, Строителей, Западная, Полевая, Российская, Берёзовая, Северная, Центральная, Подгорная, Солнечная, Весенняя

### Переулки
Школьный

### Памятники и мемориалы
- Памятник-землякам павшим в Великой Отечественной войне[28]

## Туризм
На озеро Чендек, Чендекское ущелье, целебный источник Аржан и другие живописные места ежегодно приезжают десятки любителей природы. В селе есть следы древних оросительных каналов, за селом – группы курганов. Оборудованы места для отдыха.

## Достопримечательности
Курганные группы возле села пока недостаточно изучены:
- Чендек-1 на левобережной террасе р. Чендек в 120 м к северу от окраины села.
- Чендек-2 в 700 м к северо-западу от окраины села.
- Чендек III (24 сооружения) в 0,8 км к юго-западу от села[30].

В Национальном музее Республики Алтай им. А. В. Анохина (Горно-Алтайск) хранится китайское зеркало, найденное при раскопках могильника Булан-Кобинской культуры возле села Чендек. Это редкая находка хуннуского времени, указывающая на активную торговлю алтайских кочевников с Китаем.